# 박맹우
박맹우(朴孟雨, 1951년 12월 6일 ~ )는 대한민국의 정치인이다. 제19·20대 국회의원이다.
제44대 함안군수, 제3·4·5대 울산광역시장 등을 지냈다.

## 학력
- 1964년 삼호국민학교 졸업
- 1967년 울산제일중학교  졸업
- 1971년 경남고등학교 졸업
- 1980년 국민대학교 행정학 학사
- 2001년 경남대학교 행정대학원 행정학 석사
- 2006년 동의대학교 대학원 행정학 박사

## 경력
- 1981년: 제25회 행정고등고시 합격
- 1982년: 총무처 근무
- 1983년: 경상남도청 근무
- 1989년: 내무부 종합상황실 실장
- 1994년: 경상남도청 기획담당관
- 1995년: 제44대 경상남도 함안군수(관선)
- 1997년: 울산광역시청 기획조정실 실장
- 1997년: 울산광역시청 내무국 국장
- 1998년: 울산광역시 동구 부구청장
- 울산광역시 동구청장 권한대행
- 2000년: 울산광역시청 건설교통국 국장
- 2002년 6월 13일: 제3회 전국동시지방선거 당선(민선 3기, 울산광역시장, 한나라당, 초선)
- 2002년 7월 ~ 2006년 6월: 제3대 울산광역시장(민선 3기, 한나라당, 초선)
- 2005년: 영호남시도지사협의회 회장
- 2006년 5월 31일: 제4회 전국동시지방선거 당선(민선 4기, 울산광역시장, 한나라당, 재선)
- 2006년 7월 ~ 2010년 6월: 제4대 울산광역시장(민선 4기, 한나라당, 재선)
- 2007년: 울산대학교 겸임교수
- 2008년: 동의대학교 겸임교수
- 2009년: 동아대학교 특임강사
- 2010년 6월 2일: 제5회 전국동시지방선거 당선(민선 5기, 울산광역시장, 한나라당, 3선)
- 2010년 7월 ~ 2014년 3월: 제5대 울산광역시장(민선 5기, 한나라당→새누리당, 3선)
- 2012년: 광역시장협의회 회장
- 2012년: 제5대 울산광역시 생활체육회 회장
- 2013년: 제7대 전국시도지사협의회 회장
- 2014년 7월 30일: 2014년 상반기 재보궐선거 당선(울산 남구 을, 새누리당, 초선)
- 2014년 7월 ~ 2016년 5월: 제19대 국회의원 (울산 남구 을, 새누리당, 초선)
  - 2014년 8월 ~ 2016년 5월: 제19대 국회 후반기 기획재정위원회 위원
  - 2015년 6월 ~ 2016년 5월: 제19대 국회 후반기 예산결산특별위원회 위원
- 2014년 8월 ~ 2017년 2월: 새누리당 울산광역시당 남구 을 당원협의회 위원장
- 2016년 4월 13일: 대한민국 제20대 국회의원 선거 당선(울산 남구 을, 새누리당, 재선)
- 2016년 5월 ~ 2020년 5월: 제20대 국회의원 (울산 남구 을, 새누리당→자유한국당→미래통합당, 재선)
  - 2016년 6월 ~ 2018년 5월: 제20대 국회 전반기 국토교통위원회 위원
  - 2017년 11월 ~ 2018년 5월: 제20대 국회 4차 산업혁명 특별위원회 위원
  - 2018년 7월 ~ 2019년 7월 : 제20대 국회 후반기 산업통상자원중소벤처기업위원회 위원
  - 2018년 10월 ~ 2019년 6월 : 제20대 국회 후반기 에너지특별위원회 위원
  - 2019년 7월 ~ 2020년 5월 : 제20대 국회 후반기 국방위원회 위원
- 2016년 7월 ~ 2017년 2월: 새누리당 울산광역시당 위원장
- 2016년 9월 ~ 2016년 12월: 새누리당 전략기획부총장
- 2016년 11월 ~ 2017년 2월: 새누리당 사무총장
- 2017년 2월 ~ 2018년 2월: 자유한국당 울산광역시당 남구 을 당원협의회 위원장
- 2017년 2월 ~ 2017년 7월: 자유한국당 울산광역시당 위원장
- 2017년 2월 ~ 2017년 3월: 자유한국당 사무총장
- 2017년 5월 ~ 2017년 6월: 자유한국당 사무총장
- 2018년 12월 ~ 2020년 2월 : 자유한국당 울산광역시당 남구 을 당원협의회 위원장
- 2019년 3월 : 자유한국당 미세먼지특별위원회 위원
- 2019년 6월 ~ 2019년 12월 : 자유한국당 사무총장
- 2019년 7월 : 자유한국당 에너지정책 파탄 및 비리 진상규명 특별위원회 위원
- 2019년 9월 ~ 2019년 12월 : 자유한국당 조직강화특별위원회 위원장
- 2019년 11월 ~ 2019년 12월 : 제21대 국회의원 선거 자유한국당 총선기획단 단장
- 2020년 2월 ~ 2020년 5월: 미래통합당 울산광역시당 남구 을 당원협의회 위원장
- 2020년 3월 : 제21대 국회의원 선거 미래통합당 울산광역시당 대한민국 바로잡기 선거대책위원회 공동상임선거대책위원장
- 2020년 3월 ~ 2020년 4월 : 제21대 국회의원 선거 미래한국당 선거대책위원회 총괄본부장
- 2020년 9월 ~ 2022년 4월 : 국민의힘 울산광역시당 상임고문
- 2022년 4월 ~ 2022년 5월: 제8회 전국동시지방선거 울산광역시장 국민의힘 예비후보
- 대한민국헌정회 시·도지회장(울산)
- 2021년 10월 ~ 2021년 11월 : 제20대 대통령 선거 국민의힘 윤석열 경선 후보 국민캠프 지역본부 권역별 선거대책위원회 울산광역시 직능위원장
- 2022년 1월 ~ 2022년 3월 : 제20대 대통령 선거 국민의힘 울산을 살리는 선거대책위원회 선거대책위원장단 공동선거대책위원장
- (사)대한민국독도협회 고문
- 2023년 12월 ~ 2024년 3월: 제22대 국회의원 선거 울산 남구 을 국민의힘 예비후보
- 2025년 4월 ~ : 대한민국헌정회 울산광역시 시도지회장

## 저서
- 1991년: 지방의회운영총람
- 1993년: 지방자치단체조합이란 무엇인가
- 2002년: 울산의 힘 '뿌리와 비전'

## 논문
- 2001년: 지방자치단체 계약직공무원의 발전방안에 관한 연구 (석사 논문)
- 2006년: 지방정부 조직진단의 모형정립과 적용 (박사 논문)

## 역대 선거 결과
|  | 53.07% |

|  | 63.23% |

|  | 61.26% |

|  | 55.81% |

|  | 42.97% |

## 소속 정당
| 소속 정당 | 소속 정당  | 소속 기간 | 비고      |
| --------- | ---------- | --------- | --------- |
|           | 한나라당   | 2002~2012 | 정계 입문 |
|           | 새누리당   | 2012~2017 | 당명 변경 |
|           | 자유한국당 | 2017~2020 | 당명 변경 |
|           | 미래통합당 | 2020      | 합당      |
|           | 무소속     | 2020      | 탈당      |
|           | 미래한국당 | 2020      | 입당      |
|           | 미래통합당 | 2020      | 합당      |
|           | 국민의힘   | 2020~2022 | 당명 변경 |
|           | 무소속     | 2022      | 탈당      |
|           | 국민의힘   | 2022~현재 | 복당      |

## 같이 보기
- 남구 을 (울산)
- 울산 남구의 국회의원
- 함안군수
- 울산광역시장